# 弦乐小夜曲 (莫扎特)
G大调第13号小夜曲（德語：Serenade Nr. 13 in G-Dur），克氏號525，別称《一首小夜曲》（Eine kleine Nachtmusik），是沃尔夫冈·阿马德乌斯·莫扎特的著名作品，写于1787年。

## 背景
這首小夜曲可能是現代知名度最高的莫扎特作品，然而其創作動機與背景迄今仍未屬所知:III。

### 出版
安德雷音樂出版社於奥芬巴赫，1826/27年
安德雷版本的標題頁將此曲稱為《小夜曲》，可能是現今稱呼的由來，然而在莫扎特的手稿上未見此一用法:III。值得一提的是，莫扎特的手稿在1860年之後曾經失蹤，在此一時點後所出版的「舊莫扎特作品全集」便失去了重要的參考資料。手稿後來由學者Manfred Gorke重新發掘，其封面頁手記：「由快板、梅呂哀舞曲與中段、羅曼曲、梅呂哀舞曲與中段，以及終曲（樂章）組成—為二小提琴、中提琴與低音部。」（Eine kleine Nacht Musick, bestehend in einem Allegro, Menuett und Trio. - Romance. Menuett und Trio, und Finale. - 2 Violini, Viola e Vassi.）:III

## 分析
莫扎特原先所寫的五個樂章當中，原來的第2樂章不幸散佚，僅四个乐章傳世。當時，包括小夜曲、嬉遊曲等曲類，皆是多個樂章的組曲，其組成自由，有一個以上的舞曲樂章亦是常態。考慮此點，K. 525仍屬此類輕鬆、非嚴肅的作品，樂章之間的關聯亦不似交響曲那般強烈。換言之，若將此曲視為四樂章體裁的作品進行詮釋，有違於作曲者的本意。

### 配器
資料顯示，莫扎特希望此曲以室內樂團的規模演奏，僅四把小提琴（二部各二人）、二把中提琴，以及大提琴、低音提琴各一。在非正式場合，則採弦樂四重奏的形式演奏。

### 探微

#### 第1乐章
G大调，快板，
 拍子
这一奏鸣曲结构的乐章具有进行曲一般的风格，开始是四小节号角特征的引子乐句，呈示部主部主题清新欢畅、情绪饱满，连续出现顫音，更显得生机勃勃。副部主题由两部分构成，第一部分节奏鲜明，旋律流畅优美，以连奏和断奏的音型交替出现，4/4拍子。副部的第二部分是连续反复的颤音和断奏，蕴涵着一种自得其乐的情绪。展开部非常短小，主要是本乐章引子乐句、副部主题第二部分颤音和断奏音型的展开。再现部按奏鸣曲式结构原则，副部主题的调性由属调转为主调，其它都基本是呈示部的再现。最后在短小精干的尾声中结束这一乐章。

#### 第2乐章
浪漫曲，C大调，行板，
 拍子
十分优美抒情，其结构具有回旋曲式的特征。主部主题淳朴、抒情，曲调宽广。第1插部旋律富于流动性。第2插部跳弓与连奏形成鲜明对比。第3插部是全曲中唯一小调性的主题，它运用一个回音音型连续不断地出现于高音部和低音部，相互对比，加强乐曲的戏剧性。

#### 第3乐章
G大调，稍快板，
 拍子
短小、精致的小步舞曲，複三部曲式结构。舞曲部分由明快有力和抒情流畅两种富于对比性的旋律段所构成。中间部採屬調，柔和甜美，象是愉快的歌声，它也是由两种富于对比的旋律构成。

#### 第4乐章
輪旋曲，G大调，快板，
 拍子
生动活泼的快板，回旋奏鸣曲式结构。呈示部包含有两个主题，它们与第一乐章的单调有着紧密联系。主部主题是一首威尼斯流行歌曲，它洋溢着青春活力和生命的光辉。副部主题优美生动而玲珑纤巧，它与第一乐章副部主题的第二部分类似。展开部是以主部主题为基础的调性变化与发展。再现部的主部和副部是倒置出现的，即副部主题在前，主部主题在后，因此加强了回旋曲所特有的热烈气氛。整个《弦乐小夜曲》在兴高采烈的欢快情绪中结束。

## 衍生作品
- 香港無綫電視處境喜劇《畢打自己人》之主題曲（片頭曲）
- 亞洲電視節目《香港有飯開》主題音樂

## 外部連結
- 《莫扎特弦乐小夜曲》：谱子和报道（德语），《莫扎特全集》
- 莫扎特弦乐小夜曲：国际乐谱典藏计划上的乐谱